# Имануел Харинордокој
Имануел Харинордокој (енгл. Imanol Harinordoquy; 20. фебруар 1980) је професионални рагбиста и искусни француски репрезентативац који тренутно игра за најтрофејнији клуб у Европи - Тулуз (рагби јунион).

## Биографија
Висок 192 цм, тежак 105 кг, Харинордокој игра на јако битној позицији у мелеу, а то је позиција број 8 - Чеп (енгл. Number 8). У каријери је играо за Палоиз и Олимпик Биариц, а 2014. је прешао у четвороструког шампиона старог континента - Тулуз. За галске петлове је дебитовао 2002. против Велса. За репрезентацију је одиграо укупно 82 тест меча и постигао есеја.Био је у стартној постави Француске која је изгубила финале светског првенства у рагбију 2011.